# Município de Hopewell (condado de Mercer, Ohio)
O município de Hopewell (em inglês: Hopewell Township) é um município localizado no condado de Mercer no estado estadounidense de Ohio. No ano de 2010 tinha uma população de 1.033 habitantes e uma densidade populacional de 12,74 pessoas por km².

## Geografia
O município de Hopewell encontra-se localizado nas coordenadas 40° 36′ 14″ N, 84° 38′ 16″ O. Segundo o Departamento do Censo dos Estados Unidos, o município tem uma superfície total de 81.11 km², da qual 81,07 km² correspondem a terra firme e (0,05 %) 0,04 km² é água.

## Demografia
Segundo o censo de 2010, tinha 1.033 habitantes residindo no município de Hopewell. A densidade populacional era de 12,74 hab./km². Dos 1.033 habitantes, o município de Hopewell estava composto pelo 97,29 % brancos, o 0,77 % eram afroamericanos, o 0,29 % eram amerindios, o 0,1 % eram asiáticos, o 0,19 % eram de outras raças e o 1,36 % eram de uma mistura de raças. Do total da população o 0,58 % eram hispanos ou latinos de qualquer raça.